# 스키티

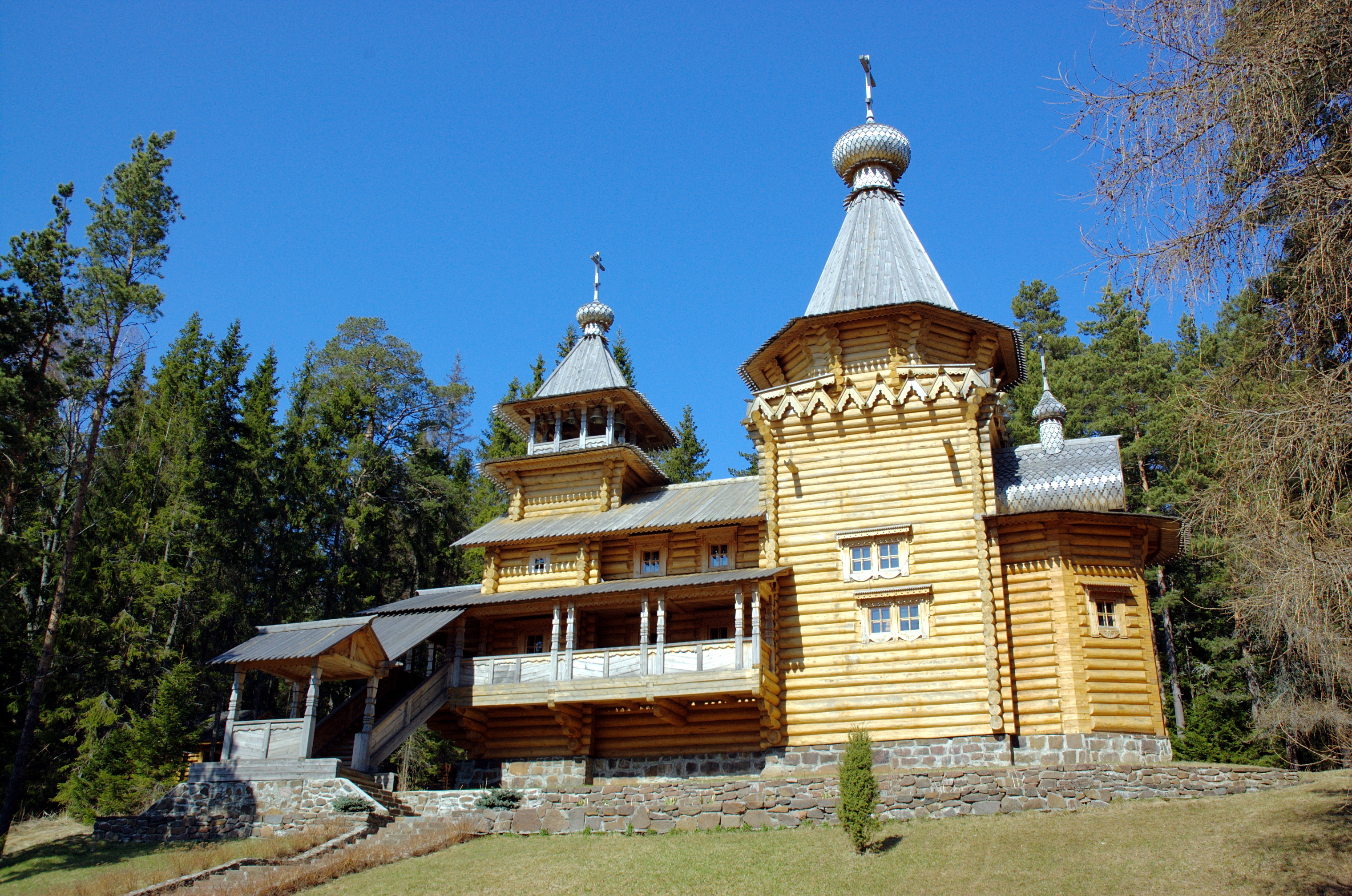
발라암 수도원의 스키티

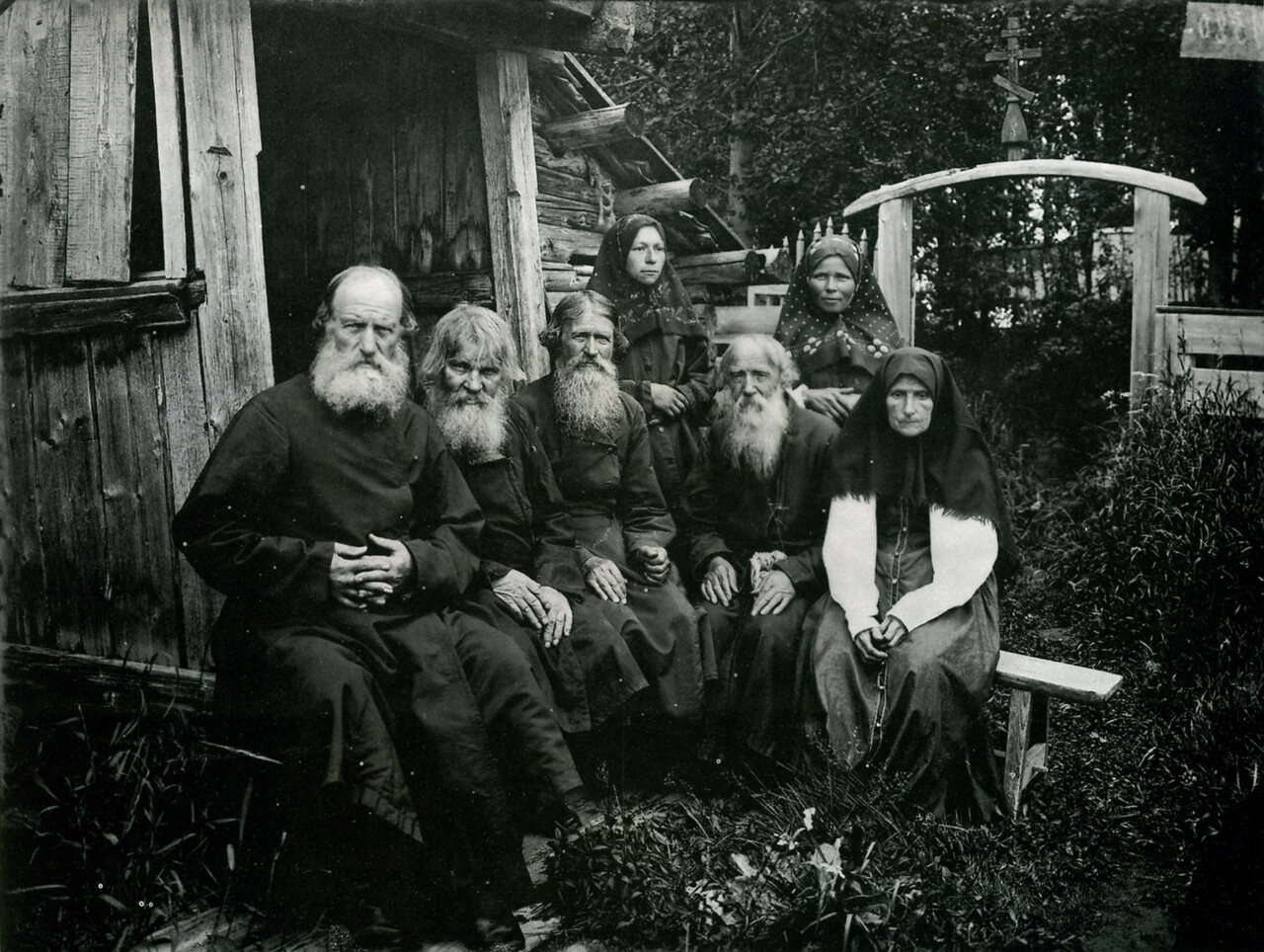
샤판스키 스키티에 있는 러시아의 구 신자들(케르제네츠 강유역의 숲)

스키티(Σκήτη) 또는 공주 수도 단지(共住修道團地)는 수사들의 상대적인 고립은 인정되지만, 공동의 봉사 그리고 공유된 자원의 보호와 안전 또한 지켜야 하는 수도 생활 공동체이다. 이것은 기독교 교회의 초기 형성기 동안에 인기를 얻게 된 개인 은수 방식(eremitic)과 공동 수도 방식(coenobitic)과 함께 세 가지의 초기 수도원 체계들 중 하나이다.
스키티 공동체들은 일반적으로 교회나 성당을 중심으로 하여 숙소가 되는 얼마간의 수도실들 또는 동굴들로 구성되어 있다. 엄격한 은수 생활방식과 공동의 생활 방식이 혼합된 이래로 이 공동체들은 그 두 가지 생활방식들 사이의 다리라고 여겨진다. 이 공동체들은 살기를 열망하던 기독교인들의 금욕주의 생활방식에 대한 직접적인 응답이다. 스키티 공동체들은 종종 엄격한 은수 형태 또는 순교로의 다리가 된다. 스키티라는 용어는 스키티 공동체들이 처음 생겨난 이집트의 스키테스 계곡 지역에 근거를 두고 있음이 가장 유력하지만, 소수의 학자들은 그 대신에 금욕주의(ascetic)의 단어 철자가 양식화되었다고 주장한다.

## 초기 역사
수도원주의 그 자체의 초창기에 대해서 간략히라도 언급하지 않고서는 스키티의 초기 역사를 말하는 것은 불가능하다. 가장 초기의 수사들은 그저 사막에서 금욕 생활하기 위해 문명으로부터 도피한 사람들이었다. 초기의 사막 금욕생활은 에우세비우스가 그의 저서 교회의 역사 또는 기독교의 역사에서 만큼으로 거슬로 올라가며 연대순으로 기록되었다. 그는 문명을 등지고 떠나서 사막을 돌아다니다가 결국 수도 생활 공동체들로 연이어 정착하게 된 사막의 교부들에 대해서 기술했다. 그러한 초기의 저서에서의 문제점은 금욕적인 이유로 문명에서 도피한 사람들과 종교적인 박해를 피해 도망쳐온 사람들 사이에서 아무런 차이점도 찾을 수 없다는 것이다. 또 다른 문제점은 만일 이 기록들이 있는 그대로 서술된 것이라면, 그 수도원들의 인구는 그들이 설립된 나라들의 총 인구보다 많다는 일부 학자들에 의한 계산을 들어 초기 수도 생활에 대한 기록들이 매우 과장되었다는 것이다. 그러한 초기 저서들로부터 얻어지는 절대적으로 확실한 단 한 가지는 분명히 종교적인 초기의 몇몇 인물들은 적법한 요청에 응한 다른 사람들과는 달리 사막의 은수로 도피했다는 사실이다.
박해로부터의 도피였든 혹은 문명으로부터의 도피였든, 이집트의 스키테스 계곡으로 물러간 수사들은 결국 추종자들이 따르게 했다. 추종자들의 문제는 만일 누군가 고독을 추구한다면, 군중 속에 있음은 목적을 이루지 못한다는 것이었다. 초기의 공동체들은 작은 수도실을 한 개 또는 두 개 건축하거나 동굴에 거주하는 형태로 시작했다. 결국 그 작은 공동체들이 더 많은 사람들을 불러들이며 단일한 공동의 기반 시설의 필요를 야기시키곤 했다. 그 수사들은 다함께 공동의 한 성당을 건축한 다음에 밀교(일부 극소수) 그리고 금욕주의 생활방식을 포용하는 그들의 수도실들 또는 동굴들로 물러갔다. 공동 성당이 완공된 다음에, 그들은 매주마다 미사 그리고 또는 성찬전례를 행하려 모일 수 있었다.

## 가장 초기의 스키티 수도원들의 위치들
이집트에 있는 스키테스 계곡(현재는 와디 엘 나트룬으로 알려짐)은 리비아 사막에서 약 35.4 킬로미터 떨어진 곳에 있고 나일강의 서쪽에 자리한다. 스키테스라는 이름은 콥트어로 슈이-헤트로 "심장의 무게를 다는"으로 번역되는 단어에서 유래했다. 그 계곡은 해수면보다 조금 아래에 있고 오아시스들과 늪지들이 간헐적으로 늘어서 있다. 낮은 해발 높이와 수자원에도 불구하고, 스키테스 계곡은 위험한 곳인데, 초기 저서들에서는 그 곳에서 여행자들이 길을 잃고 지나다 죽는 내용들이 가득하다.
스키테스 계곡의 수도원들은 중세 시대에 나타나게 되었던 듯한 대규모의 중앙집권화된 공동체들이 아니다. 그 대신, 스키테스의 수도원들은 대부분 별도로 거주하지만, 주간 기도와 주일에는 다함께 모이는 은수자들의 집단이었다. 그러한 작은 수도실들은 서로 가깝에 있었거나, 가장 처음의 주거지의 정확한 위치를 찾기 어려울 정도로 널리 흩어져 있었다. 나중에, 주요한 건물들과 탑들이 그 위치에 건립되어 찾기가 더 수월해졌지만, 초기의 본래 위치를 완전히 확실히 찾기란 보다 더 힘들어졌다. 현대의 학자들은 현재의 그 수도원들 중에서 가장 유명한 곳을 추정하는데 카이로에서 대략 92 킬로미터 떨어진 곳에 있는 성 대 마카리우스 수도원을 들고 있다.

## 유명한 초기 스키티의 지도자 성 마카리우스
이집트의 마카리우스는 300년에 상 이집트의 중산층 가정에서 태어났다. 그의 부친은 낙타 몰이꾼이자 상인이었다. 그의 어린 시절 아버지와의 사막 여행들은 그가 스키테스 계곡에 대해서 알게 하는 방법이었다. 그의 부모가 그의 결혼을 준비하고 있을 때, 그는 심사숙고하여 꾀병을 부려 사막으로 도피했다. 그가 돌아왔을 때, 그의 약혼녀가 죽어 있는 것을 발견했다. 그리고 얼마 못가 그의 부모도 사망하고, 그는 모든 돈을 다 써버렸고 빈자가 되었다.
아시문의 주교가 그의 신앙심을 보아, 그는 사제로 안수받았다. 후일에 그는 마을의 한 여성으로부터 그녀를 임신시켰다고 고발당했다. 그는 스스로를 변호하려 하지 않았지만, 그 여성은 마카리우스가 친부가 아니라고 고백할 때까지 힘든 노동을 했고 출산할 수도 없었다. 그 사건 이후에, 그는 사막의 은수자로 살기위해서 스키티 계곡으로 피신했다.
그는 머지않아 추종자들을 불러들이기 시작했으며, 그에게 수도원 공동체의 스승이자 설립자가 되는데 영감을 준 성 안토니오스의 조언을 구했다. 그 수도원 공동체는 고독과 묵상을 필요로 하는 마카리우스 자신의 의견이 반영되었고 수사들에게 또 다른 사람들로부터 대부분 떨어져 살 것과 주일 미사에 그리고 곤경에 처했을 때에는 다함께 모여야 할 것을 인정했다.
그는 니케아 신경을 놓고 벌어진 논쟁으로 황제 발렌스에 의해 알렉산드리아의 성 마카리우스와 함께 나일 강에서 어느 섬으로 추방되었다. 오래지 않아 그는 그의 수도원으로 돌아왔고, 그는 301년까지 살다가 죽었다. 그의 사망 이후에 그의 시신은 도둑맞아 그의 고향 마을인 샤밥셰르로 옮겨졌지만, 나중에 그 시신은 오늘까지 남아있는 이집트에 있는 성 마카리우스 수도원으로 반환되었다.

## 초기 스키티 수도원들의 일상
스키티 수도원 체계는 수도 생활의 중간 길이라고 여겨진다. 왜냐하면 이 체계는 은자적 은수 생활방식이 전형적인 예가 되는 극도의 고립과 코에노비테 수도 체계보다는 덜 공동적인 그 중간에 있는 범위이기 때문이다.
스키티 수도원들의 초창기에는 보통 성찬례와 주일 미사를 위한 중앙 가옥이 있었지만, 수사들은 거기서 살지 않았다. 대신에, 그들은 그들 스스로 또는 한 수사가 벽돌을 나르고 또 다른 수사는 점토를 그리고 또 다른 수사는 물을 나르는 등의 협조로 건조한 작은 수도실에 거주했다. 이와 같은 건물은 일반적으로 업무와 수면, 접객을 위한 앞쪽의 방과 기도와 묵상을 위한 또 다른 방 이렇게 두 개의 방으로 구성된다. 초기의 어떤 교회 지도자는 몇몇 수사들이 대여섯 개의 큰 방들처럼 필요 이상으로 크게 짓는다고 불평하였다. 성 마카리우스의 수도실은 두 개의 작은 방들이었다고 하지만, 그를 찾아오는 대규모의 군중들로부터 탈출할 수 있도록 뒷쪽에 동굴로 통하는 작은 터널을 파 놓았다는 소문이 있었다. 수도실의 또 다른 방식은 두 개의 동굴 방들을 만들기 위해서 바위 벽의 측면들에 구멍들을 파 놓은 것이다. 그러한 거주지들은 푸에블로족 원주민들의 동굴 거주지들과 비슷하다. 더 많은 다른 사람들은 절벽에다가 진흙과 벽돌로 건축해서 뒷 방이 절벽의 측면에 있는 간소한 오두막들에서 살았다. 높은 절벽들과 복잡한 건물들은 훨씬 뒤의 수도원들 보다 더 요새같다.
그 간소한 수도실들의 일부에 있는 가구들은 한 개의 깔개 그리고 때로는 엘브리미아라고 불리는 엮어 만든 단순한 걸상 한 개로 구성된다. 일부 수도실들에는 책들이나 귀중품들을 보관하는 문이 달린 선반들이 있다. 낮에는 수사들이 거실에서 그의 깔개 위에 앉아서 주간 업무를 보고, 밤에는 그의 걸상에서, 아마도 그것을 베개삼아 기도했을 것이다. 그러한 수도실들 중에 일부는 안뜰까지도 질 좋은 가구들로 매우 정교하게 배치될 수 있었다. 그러한 더 세속적인 수도실들은 영외 거주지들이다. 대다수는 안에 검소한 소유물들을 들여 놓은 간소한 한 개 또는 두 개의 방으로 된 수도실들이다.
한 주 동안의 일상은 수사들의 업무와 기도로 구성된다. 수사들 대부분의 공통적인 일과의 유형을 정확하게 알기란 어렵다. 왜냐하면, 그들은 한 주 동안에 시간을 어떻게 보낼 것인가에 대해 어느정도 선택의 자유가 있었고, 거의 모든 수사들이 생업들에도 임했는데, 때때로 그런 일들은 계절적인 주간 작업들이었거나, 때로는 상인들을 만나기 위해 생필품(예를 들어, 바구니, 밧줄 등)을 만드는 일들이었기 때문이다. 일반적으로 수사들은 자정에(또는 자정 즈음에) 일어나서 야간 기도를 하고 새벽까지 명상을 했다. 그들은 남은 일일 기도를 암송하지 않았지만, 대신에 영성과 천한 일을 혼합하여 명상하는 동안에 그들의 수공일을 했다. 제3 시과 즈음인 아홉시부터 열 시까지에, 가까운 곳에 거주하는 세 명의 수사들은 식사를 했는데, 음식은 팍사마티아라고 불리는 두 쪽의 작은 빵들이었고 보통 그 양은 도합 450 그램이 넘지 않았다. 그 빵들은 장기간 동안의 보관이 가능했다. 그들은 빵을 물에 적셔 부드럽게 하고 양념해서 먹을 수 있었다. 그러나, 소수의 수사들은 약간의 소금 그리고 가능하다면 때때로 올리브유 이상의 자원들에 접근할 수 있는데, 기록에 의하면, 일반 콩과 렌즈콩과 같은 얼마간의 야채들, 포도와 과일들까지 있었지만, 그것들은 일반적으로 손님 접대나 병들어 어려움에 처한 수사를 위해서 예비해 놓았다고 한다. 그렇게 식단이 극도로 엄격한 것 같은데도, 이집트인들의 평균 식에 비해 심하게 다르지 않았다. 일몰 때, 수사들은 저녁기도를 올리고 일몰 후에 잠시 수면을 취하곤 했다. 만약에 그들이 수공예로 생필품을 만들고 있었다면, 그러한 주간 일과는 주말 미사와 주일 미사 때 만큼은 교란됐을 것이다.
토요일과 일요일에 수사들은 그들의 공동 교회에 모였다. 그렇게 모여, 수사들은 그 날의 의식들 전에 한 명의 수사가 지휘하고 다른 수사들이 성가를 부르고 다함께 기도했다. 다음에는 신약성경이 읽혀지고(자료들에 의하면 1회 또는 2회), 추가 독서들이 있었다. 수사들은 토요일과 일요일 모두 성찬전례에 참여하였다. 일요일의 성찬전례 시간은 분명치 않지만, 일요일은 세 번째 시과에(또는 7시 정각 즈음에) 시작됐다. 아가페라고 불리는 주일에, 그들은 모두 모여 앉아 함께 식사했다. 그 식사는 빵과 포도주와 그들이 주중에 만든 한가지 음식으로 구성되었다. 그러한 모임은 그들의 동료 수사들과 사회적으로 상호 작용하고 연결되는 시간이었다. 식사가 끝나면, 그들은 음식들과 그들의 주간 노동을 위해서 필요한 재료들을 집어들고 그들의 수도실들로 돌아갔다.

### 정치적인 위계
스키티의 본질은 수도원 체계이므로, 가장 초기의 수도원들에게는 정치적인 위계가 필요치 않았다. 대부분의 수사들은 평일에는 혼자 일하고 기도했으며, 오직 주말에만 공동 기도와 성찬전례를 위해서 모였다. 새로운 수사들은 바구니 짜기나 밧줄 꼬기와 같은 그들의 생업 기술이 필요하다면, 그들은 종종 수도 생활의 기본을 배우기 위해 스스로 (압바라고 부르던) 선임 수사에게 소속되었다. 일부 수사들은 그의 주변에 제자로서의 수사들의 무리를 불러들였다. 그러한 작은 모임이 어떻게 작용했는지는 알 수 없지만, 많은 제자들은 지도 수사들이 죽을 때까지 그들을 따랐다.
마카리우스의 사후인 390년에 스키테스 계곡에서 뚜렷히 구분되는 네 개의 신도회들이 형성되었다. 그 네 신도회들은 그들 스스로의 성당과 부엌들이 있었고 그러한 중심 건축들 주변에 있는 수도실들에서 기거하는 수사들을 도왔다. 그 신도회들에게는 매주마다 성찬전례를 담당하고 그 공동체에 입회한 새로운 수사들을 조직하는 그들 스스로의 수사들/사제들이 있었다.
그 신도회들 중에 일부는 큰 문제들의 해결을 위해 위원회들을 형성해서 극단적인 경우에는 심지어 파문의 권력을 휘두르는 사법적인 문제들을 다뤘다. 결국 그러한 수사들/사제들은 "스키테스의 교부"라고 알려지게 되었다. 그러한 사람들은 그들의 신도회를 관할해야 했으며 그들에게는 알렉산드리아의 총대주교의 지시를 받는 것이 관행이 되었다.

### 초기 스키티 공동체들의 경제
우리는 이미 수사들이 수도원을 위해 돈을 벌려 두 가지 형태의 노동을 하고 매일 명상을 하는 그들의 작은 수도실들에서 거의 지속적으로 수고했다는 사실에 대해서 짚어 보았다. 수사로서 고용되기 위한 두 가지 기술은 밧줄 꼬기와 바구니 짜기였다. 이집트 수도원주의의 창시자인 대 마카리우스도 역시 다른 수사들로부터 바구니 짜는 법을 훈련받아서 능숙히 그것을 하는 사람이었다. 그 두가지 일들이 널리 퍼진 이유는 스키테스 계곡의 주변에는 늪지들이 많아서 천연 재료들을 제공해 주기 때문이었다. 수사들은 그들이 만든 완성품을 주말에 성당으로 가져가서 팔던지 아니면, 낙타 대상들이 자기들의 수도실들 근처를 지나가면 그들에게 팔든지 했다. 사막 교부들의 고담집에서는 수사들이 필사 담당자로서 수행한 다른 일들에 대해서도 언급되어 있다. 대 마카리우스와 난쟁이 요한과 같은 초기 교회의 지도자들을 포함하는 많은 수사들은 수확기에는 지역 농장들에서 주간 노동자들로 일했다. 그러한 노동은 두 가지의 목적이 수반되었다.; 수사들에게 음식과 저장품들을 쉽게 구할 수 없는 사막에서 살아가는 의미를 부여했으며, 수사들이 일하며 성경을 되새기는 시간을 주는 일종의 노동 명상이기도 했다.

## 초기 스키티 공동체들에서의 교회 논쟁들
초기 교회는 많은 도시들과 신도회들로 까지도 통렬히 분열된 논쟁 투성이였다. 스키테스 계곡의 가장 초기의 수도원들은 초기 교회의 많은 분열들 보다 앞서있었다. 왜냐하면, 그들의 고립 즉, 대부분의 수사들이 고립된 채 너무 많은 시간을 보냈기 때문에, 교회들의 그러한 문제점들로부터 더디게 영향을 받았기 때문이었다. 예를 들어, 데키우스 황제 치하의 기독교 대 박해 시기에, 많은 기독교인들이 사막의 수도원들로 피신했고, 멀리까지 미치는 로마 제국의 권력이었지만 스키테스 계곡의 아주 깊숙히까지는 확대되지는 않았기 때문이었다. 그 시기에 순교자들이 생겨나 스키티 수사들이 인식하는 진로에 영향을 주었다. 왜냐하면, 극도의 금욕주의 생활방식은 많은 사람들을 수사들은 살아있는 순교자들이 되었다는 믿음으로 이끌었기 때문이었다.
후일에, 알렉산드리아에서 정당한 주교가 누구인가를 놓고 교회가 분열된 멜리티아의 분열이라고 알려지게 될 어느 기간 동안에, 알렉산드리아 인근의 지역 수도원은 그 싸움에서 어느 편에 설지를 결정해야 했지만, 스키테스의 수도원들은 그 문제들을 소탈하게 언급하기만 했다. 수사들의 사막에서의 고립은 오히려 그들 스스로에게 교회의 격렬한 논쟁들의 많은 부분을 겪게 했다.
앞서 기술한 바와 같이, 성 마카리우스는 니케아 신경에 대한 의견 차이로 나일 강에서 어느 섬으로 잠시동안 추방되었지만, 그 추방은 얼마가지 않았고 그는 곧 그의 수도원으로 돌아왔다.

## 발전
수도원주의의 스키티 수도 방식은 중세 초에 교회의 호의와는 멀어지게 되었다. 그러함은 대개 더 전통적인 케노비테 공동체들이 제공한 상대적인 안전에 대한 욕구에 기인한다. 스키티 수도원들은 여전히 존재하며, 성 대 마카리우스 수도원 역시 존립하여 번영하는 한 스키티 공동체를 지니고 있다.

## 같이 보기
- 사막의 교부
- 라브라
- 아토스산
- 신 스키티
- 스키티스

## 참조
1. “The Coptic monasteries of the Wadi Natrum”, The Metropolitan Museum of Art Bulletin, Vol 6, No. 2, (Feb, 1911) 19-20.
2. El-Meskeen, Matta, Coptic Monasticism & The Monastery of St. Macarius A Short history, Printed in the Monastery of St.Macarius, Cairo, 2001.
3. Russell, Norman, The Lives of the Desert Fathers, Cistercian Publications: Kalamazoo, 1981 (이 저서는 6세기에 수집된 고담들의 모음집이다).
4. Russell, Dorthea, Medieval Cairo and the Monasteries of the Wadi Natrum A Historical Guide, Thomas Nelson and Sons, New York, 1963.
5. Ward, Benedicta, The Saying of the Desert Fathers, Cistercian Publications, Oxford, 1975 (이 저서는 6세기에 수집된 고담들의 모음집이다.).
6. Harmless, William, Desert Christians: An Introduction to the Literature of Early Monasticism, Oxford university Press, Oxford, 2004 169-181.
7. Goehring, James. Ascetics, Society and the Desert: Studies in Early Egyptian Monasticism, Trinity Press International, Harrisburg, 1999, 19.